# S10 NBC Respirator

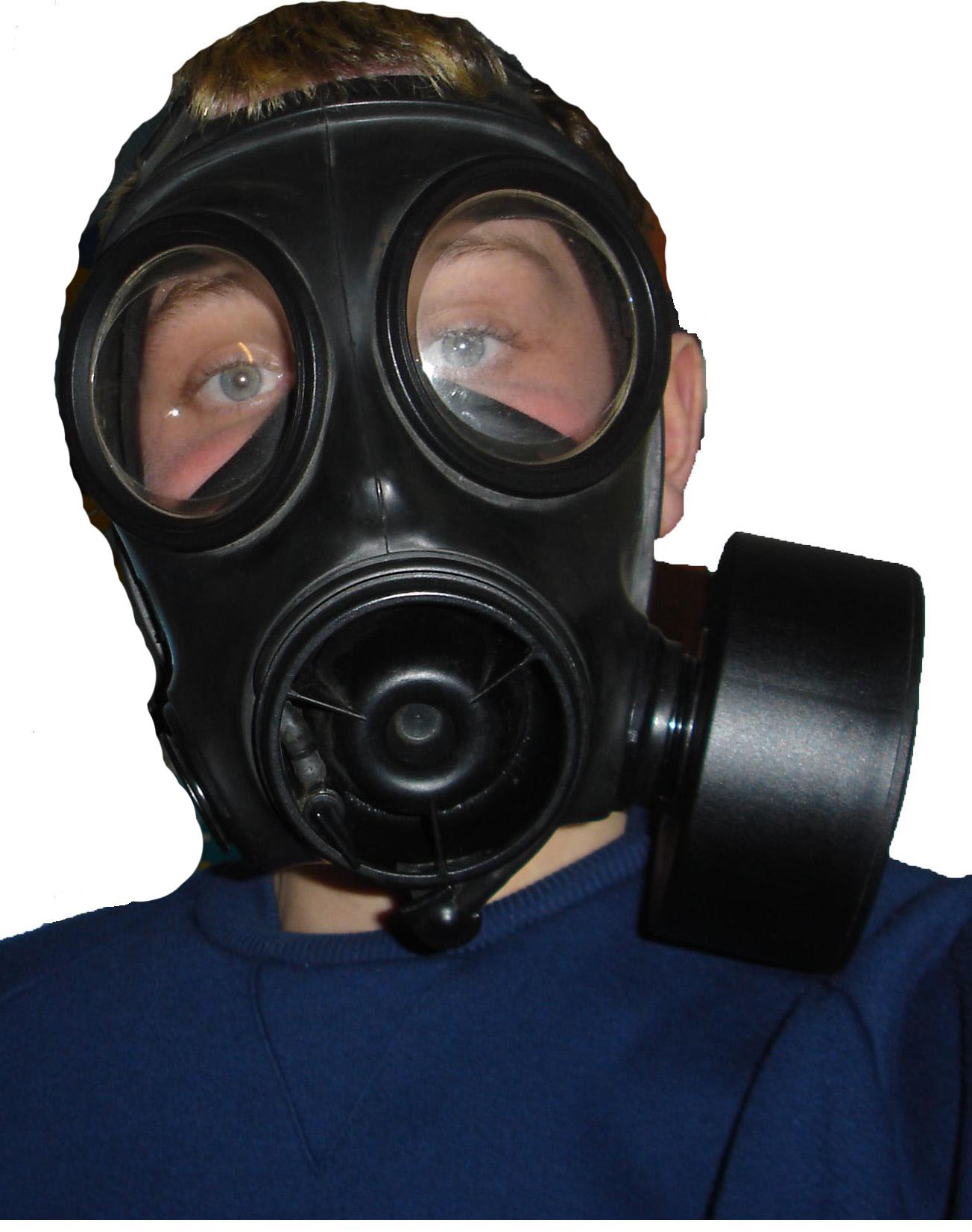
Person mit aufgesetzter S10

Die S10 NBC Respirator ist eine ABC-Maske, die von der britischen Armee eingesetzt wird. Sie wurde als Nachfolger der S6 NBC Respirator entwickelt. Die S10 wurde erstmals im Jahr 1986 verwendet und wird vom britischen Unternehmen Avon Rubber hergestellt.
Die S10 wird häufig mit der SF10 verwechselt, die von der Spezialeinheit SAS (Special Air Service) verwendet wird, jedoch unterscheiden sich die beiden Modelle grundlegend voneinander. An der S10 können spezielle Linsen angebracht werden, die gegen die Blendwirkung von Blendgranaten schützen sollen. Des Weiteren besitzt die Maske einen Trinkschlauch, mit dem auch während des Tragens Flüssigkeit zugeführt werden kann, jedoch nur mit einer dazugehörigen Feldflasche. Die Maske arbeitet mit einem Kohlefilter, der im Ernstfall radioaktiv, biologisch und chemisch verunreinigte Partikel aus der Luft filtern soll. Sie verwendet einen 40-mm-Filter, der bei jeder NATO-Maske angebracht werden kann.
Ein Nachfolgemodell ist die gleichartig aussehende Maske FM12.